# Vojaškokemijsko vojaško učilišče Jugoslovanske ljudske armade
Vojaškokemijsko učilišče (kratica VHU) je bila vojaško-izobraževalna ustanova, ki je delovala v sestavi Jugoslovanske ljudske armade.

## Zgodovina
Šola je bila ustanovljena leta 1948 med splošno reorganizacijo jugoslovanskega vojaškega šolstva. Izobraževanje je trajalo 18 mesecev.
Leta 1952/4 so učilišče ukinili z namenom organizacije vojaških akademij.